# 丁酸戊酯
丁酸戊酯, 或称为正丁酸正戊酯（英語：Pentyl butyrate，pentyl butanoate，或 amyl butyrate）是正丁酸与正戊醇在以硫酸为催化剂下酯化反应生成的酯，闻起来像梨或杏，可以作为香煙添加剂。